# Rivelazione (film 1934)
Rilevazione (Now and Forever) è un film del 1934 diretto da Henry Hathaway. La sceneggiatura di Vincent Lawrence e Sylvia Thalberg si basa su Honor Bright di Jack Kirland e Melville Baker.

## Produzione
Il film fu prodotto dalla Paramount Pictures.

## Distribuzione
Il copyright del film, richiesto dalla Paramount Productions, Inc., fu registrato il 29 agosto 1934 con il numero LP4919.
Distribuito dalla Paramount Pictures e presentato da Adolph Zukor, il film uscì nelle sale cinematografiche statunitensi il 31 agosto 1934. Il 27 settembre, fu distribuito nel Regno Unito dalla Paramount British Pictures, in Svezia dalla Film AB Paramount come En äventyrare mentre in Finlandia uscì il 23 dicembre 1934; nel 1935, fu distribuito in Ungheria (24 gennaio, come Ez a kislány eladó), in Danimarca (28 febbraio, come Solskinsbarnet), in Italia (con il visto di censura numero 28792 il 28 febbraio), in Spagna, proiettato a Madrid il 17 ottobre come Ahora y siempre, in Austria (come Allerweltsliebling) e in Turchia (come Her sey senin için). In Portogallo (come Sou Tua para Sempre) uscì il 26 marzo 1936; in Germania, come Treffpunkt: Paris!, fu distribuito nel 1937.